# Kauza plzeňských práv
V roce 2009 proběhla na Fakultě právnické Západočeské univerzity plagiátorská aféra a skandál s údajnými podvody v procesu udělování akademických titulů a řádného studia.

## Kauzy plzeňských práv

### Plagiátorství
V srpnu 2009 byl v MF DNES zveřejněn první text o tehdejších poměrech na fakultě. V září 2009 bylo v Lidových novinách zveřejněno, že proděkan fakulty Ivan Tomažič opsal desítky stran své disertační práce, kterou obhájil v roce 2006. Jeho školitelem byl další proděkan fakulty Milan Kindl a oponentem Jaroslav Zachariáš. I Zachariášův oponentský posudek je plagiátem, a to 12 let starého článku z časopisu Právní rozhledy. Zachariáš, Tomažič i Kindl se pod tlakem médií vzdali svých funkcí. Později rezignoval i šéf katedry správního práva Květoslav Kramář.
Rektor univerzity Josef Průša proto 29. září dočasně pověřil výkonem funkce děkana bývalého ministra spravedlnosti Jiřího Pospíšila (ODS), který byl posléze zvolen řádným děkanem na zasedání Akademického senátu fakulty dne 2. listopadu 2009. Ten pak potvrdil, že některé absolventské práce vznikly až dodatečně.
Na základě tohoto skandálu pak byly speciálním softwarem Masarykovy univerzity zkontrolovány další práce, které byly na fakultě obhájeny a jen u rigorózních prací vyšlo najevo, že 34 prací vykazovalo shodu s jinými do 10 procent, devět prací mezi 20 až 30 procenty a pět jich bylo více než z poloviny opsaných (z toho jedna byla kompletní plagiát).

### Akreditace doktorského studia
Na fakultě bylo dříve možné studovat v doktorském studijním programu (Ph.D.) Teoretické právní vědy obory Mezinárodní právo, Občanské právo, Obchodní právo, Právní dějiny, Správní právo, Teorie práva, Trestní právo a Ústavní právo (od roku 2004 však již bez oborů Správní právo a Teorie práva). Od roku 2007 se úrovní studia opakovaně zabývala Akreditační komise, podle které fakulta dlouhodobě neměla vlastní kvalitní vědeckou činnost, neodpovídalo složení zkušebních komisí, objevovaly se neadekvátní specializace, chyběl systém vnitřního hodnocení a dlouhodobá koncepce tohoto typu vysokoškolského studia apod.
Ministerstvo nakonec z těchto důvodů prodloužilo akreditaci pouze oborům Občanské právo a Trestní právo. U oboru Obchodní právo však byla Akreditační komise tehdejším vedením fakulty uvedena v omyl, proto byla prodloužena akreditace i pro tento obor, byť jen do konce roku 2009, a v prověřování jak doktorského studia (doktor – Ph.D.), tak rigorózního řízení (doktor práv – JUDr.), se dále pokračovalo. Nakonec Akreditační komise doporučila ministerstvu rozhodnout o časově neurčitém pozastavení přijímání studentů do doktorského studia a o podobném pozastavení realizace rigorózního řízení. K tomu skutečně došlo 15. ledna 2010, rigorózní řízení a udělování titulů JUDr. bylo ale nakonec obnoveno.
V červnu 2011 nicméně Akreditační komise navrhla mj. úplné odebrání akreditace pro veškeré doktorské (Ph.D.) studium na fakultě. Ministerstvo 7. listopadu návrhu vyhovělo a k 29. únoru 2012 fakultě akreditaci doktorského studia odebralo. Zároveň rozhodlo o tom, že fakulta už nemůže konat státní rigorózní zkoušky a udělovat titul JUDr.
Situace se ale později změnila, v únoru a v dubnu 2015 Akreditační komise na svých zasedáních zaujala kladné stanovisko k žádosti fakulty o novou akreditaci doktorského studijního oboru Občanské právo, stejně jako k obnovení rigorózního řízení. Na doktorské studium nemá být přijato více než 10 studentů ročně.

### Uznávání diplomů ukrajinské univerzity
Nejvyšší státní zástupkyně Renata Vesecká podala ke konci roku 2008 sedm správních žalob proti rozhodnutím Západočeské univerzity v Plzni, která nostrifikovala diplomy absolventů Zakarpatské státní univerzity (založena v roce 1995 a zanikla v roce 2013 spojením s tradiční Užhorodskou Národní univerzitou) z Užhorodu. Ukrajinské právnické diplomy zprostředkovával českým zájemcům Mezinárodní institut podnikatelství a práva, s.r.o., ale Česká advokátní komora odmítla uznat jejich platnost, když podle ní je právo v každé zemi jiné. Podle tehdejšího rektora Západočeské univerzity Josefa Průši však nebyl důvod tyto tituly nenostrifikovat, protože ukrajinská univerzita měla vzdělávat v oborech českého práva. Krajský soud v Plzni v roce 2010 podaným žalobám vyhověl a napadená rozhodnutí plzeňské univerzity zrušil, pouze jednu žalobu odmítnul. Celkem však šlo o 44 žalob, z nichž do konce června 2011 stihl krajský soud projednat 25, všem vyhověl a rozhodnutí o uznání ukrajinských diplomů zrušil. V šesti případech pak byla těmi, co jim byla nostrifikace takto oduznána, podána kasační stížnost k Nejvyššímu správnímu soudu, všechny ovšem neúspěšně.

### Rychlostudenti

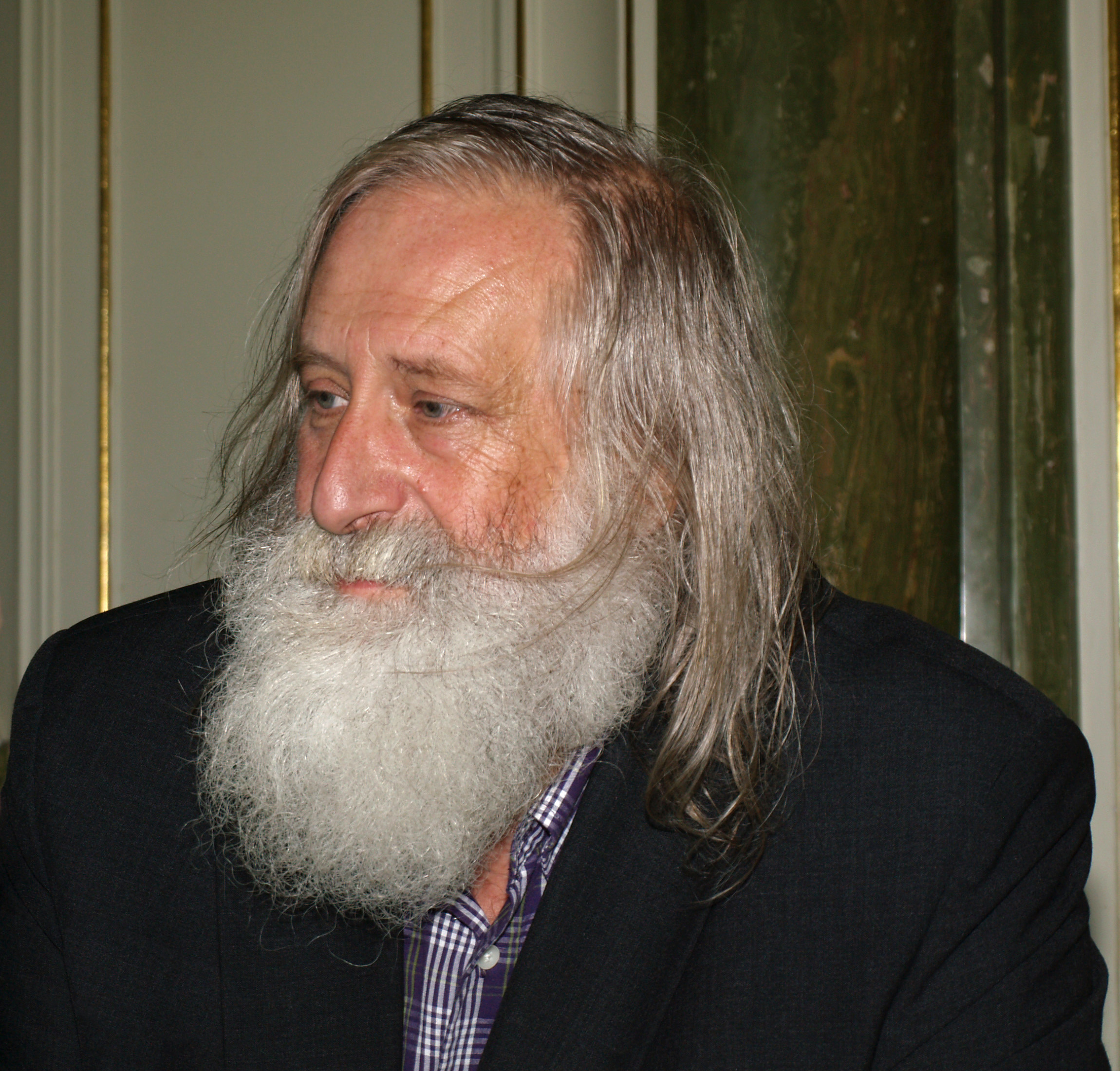
Bývalý děkan a proděkan Milan Kindl

Fakulta také řešila studenty, kteří podle všeho nesplnili všechny požadavky na úspěšné ukončení studia, např. proto, že „studovali“ příliš krátkou dobu, nebo protože jim mělo být uznáno studium před rokem 1989. Na jiných právnických fakultách v České republice se takové problémy se studenty neprokázaly. V ohrožení svého akademického vzdělání se tak ocitli např. šéf plzeňské městské policie Luděk Hosman, náměstek policejního prezidenta Jan Brázda, vyšetřovatelka protikorupční policie Monika Kocourková, podnikatel Jan Harangozzo, který figuroval i v kauze konkurzních podvodů soudce Jiřího Berky, poslanec Marek Benda (ODS), primátorka Chomutova Ivana Řápková (ODS) či potomci zavražděného „kmotra podsvětí“ Františka Mrázka Michal a Monika Mrázkovi. Správní řízení, které nespočívalo v rušení titulů, ale ve zrušení neoprávněně vydaných diplomů, jakožto osvědčení o řádném ukončení studia, bylo zahájeno v celkem 69 případech. Z toho bylo 7 bakalářů (Bc.), 41 magistrů (Mgr.), 12 doktorů práv (JUDr.) a 9 doktorů (Ph.D.). Po prověření všech skutečností mělo ke zrušení diplomu dojít ale pouze u zhruba dvaceti absolventů, např. Ivany Řápkové, v jejím případě ovšem nakonec došlo k zastavení řízení.
Ke květnu 2011 fakulta už zrušila sedm magisterských diplomů. Mezi postiženými osobami byli Michal Mrázek a Monika Mrázková. Mrázková nezískala dostatečný počet bodů u přijímací zkoušky (14 bodů ze 40), děkan Kindl ji poté přijal na odvolání, měla absenci řady zápočtů a u existujících panovala nejistota pravosti, magisterský program pak absolvovala za rok a devět měsíců, diplomová práce není k nalezení a v datum oficiální státnice 20. října 2003 nezasedala žádná oficiální zkušební komise. Dalším byl Jan Harangozzo, který v Plzni vystudoval za pouhé dva měsíce a dva týdny. Hájil se tím, že mu bylo uznáno předchozí studium na bratislavské univerzitě, tam ale studoval jen jeden rok, než jej vyloučili. Ve věci zrušení diplomů šlo i o podnikatele Ladislava Cirhana, absolventa po 2,5 letech, či makléře a podnikatele Petra Matušku, který vystudoval už za 7 měsíců. U obou navíc nelze nalézt jejich diplomové práce. Diplom byl též zrušen šéfovi Sdružení sportovních svazů Zdeňku Ertlovi, kterému bylo uznáno předchozí studium elektrotechniky z roku 1987, nebo Barboře Havlové, která studovala měsíců devět, protože jí byly uznány znalosti nabyté na Vysoké škole cestovního ruchu. Podle právního experta celé univerzity a zároveň náměstka na ministerstvu spravedlnosti Františka Korbela měla být celá záležitost uzavřena do konce června 2011. Diplom byl nakonec zrušen pouze 7 magistrům (třem z nich zároveň i diplom o udělení titulu JUDr.), jednomu držiteli titulu Ph.D. a jednomu bakaláři. Tím byl bývalý šéf plzeňských městských strážníků Luděk Hosman, u kterého k tomu došlo ale až po roce, v červnu 2012. Jeho právní zástupce Radek Ondruš uvedl, že zrušení bakalářského diplomu napadne správní žalobou, protože diplom prý nelze po dlouhé době zrušit, kdyby to možné bylo, šlo by tak zrušit celou řadu dalších dokumentů, např. osvědčení o státním občanství. Podobnou žalobu pak podal i ve věci Jana Harangozza. Krajský soud v Plzni jejich argumenty uznal a rozhodnutí o odebrání vysokoškolského titulu Hosmanovi i Harangozzovi zrušil. Škola však proti tomu podala kasační stížnost a rozhodne tak ještě Nejvyšší správní soud.
V červenci 2012 bylo vyšetřování kauzy zastaveno. Policii a státnímu zastupitelství se totiž nepovedlo shromáždit dostatek důkazů, že by kdokoliv z bývalého vedení fakulty dopustil trestného činu. Státní zástupkyně Antonie Zelená se k tomu vyjádřila slovy: „K programu celoživotního vzdělávání neexistuje prakticky žádná dokumentace. Nedohledali jsme obsahovou náplň kurzů, nevíme, co se tam učilo a jak dlouho. Prostě nic.“

### Odchod významných učitelů
Během dočasného ročního vedení fakulty Jiřím Pospíšilem začala její stabilizace, po zvolení nového děkana Květoslava Růžičky v říjnu 2010 se ale situace opět vyhrotila. Na svou funkci proděkana a vedoucího katedry soukromého práva a civilního procesu např. rezignoval hlavní autor nového občanského zákoníku prof. Karel Eliáš. Později dokonce prohlásil, že chce z fakulty odejít, stejné stanovisko zaujali i doc. Bohumil Havel, Petr Bezouška nebo garantka trestního práva prof. Helena Válková, kteří považovali nové vedení za nekompetentní, nenakloněné reformám a spojené s bývalým vedením Jaroslava Zachariáše, Milana Kindla a Ivana Tomažiče. Ukončit svůj malý učitelský závazek chtěl i původní děkan a pozdější ministr spravedlnosti Jiří Pospíšil, který ale právě Růžičku ve zvolení původně podporoval.
V květnu 2011 se ukázalo, že z fakulty kromě Karla Eliáše chce odejít dalších pět lidí, z toho dva docenti, dalších deset, z toho tři docenti, odchod zvažovali. Fakulta proto za ně hledala adekvátní náhradu. Nakonec počet odcházejích pedagogů stoupl na 29, z toho byli tři profesoři (Karel Eliáš, Pavel Šámal a Helena Válková) a dva docenti (Bohumil Havel a Petr Hůrka). Do prvního kola výběrového řízení na nové učitele se ale přihlásilo jen osm lidí.
V září 2011 vydala Bezpečnostní informační služba výroční zprávu, ve které mimo jiné uvedla, že nedošlo k vyvození jasné a konkrétní odpovědnosti v případech klientelismu a korupce plzeňské právnické fakulty. Reformní úsilí se podle BIS zaměřilo na postihování studentů či doktorandů, zatímco i po výměně vedení pokračovalo ovlivňování probíhajících kontrol, pozměňování dat v elektronických databázích fakulty, popřípadě i k jejich „ztrátě“. Podle BIS je varujícím především propojení vyučujících právnické fakulty s některými představiteli policie, advokacie, státní správy a samosprávy. BIS také zmínila, že podobné „dysfunkce“, jaké se vyskytly na plzeňské právnické fakultě, byly zaznamenány i na jiných vysokých školách. Mělo by se jednat především o školy se zaměřením na právo a veřejnou správu.

## Snaha o zachování fakulty
Akreditační komise v červnu 2011 navrhla úplně odebrat akreditaci pro doktorské studium (Ph.D.), neudělovat titul JUDr. a omezit akreditaci u magisterského studia (Mgr.) tak, aby nebylo možné přijímat nové studenty. Zdůvodnila to tím, že se fakulta se svými skandály nedokázala sama vypořádat. Na tomto základě bylo v listopadu 2011 rozhodnuto o ukončení doktorského studia i konání státních rigorózních zkoušek. Podobně dne 1. února 2012 akreditační komise rozhodla, že nevydá souhlasné závazné stanovisko k reakreditaci magisterského studia, která tak fakultě měla skončit na konci akademického roku 2011/2012. Do konce října 2012 fakulta dostala čas pouze pro převedení stávajících magisterských studentů na jiné české právnické fakulty, ty moravské se však k tomu postavily velmi rezervovaně: zatímco děkanka brněnské fakulty poukázala, že počet studentů na všech právnických fakultách je už i tak dost vysoký, olomoucká univerzita upozornila, že její platný statut všeobecně neumožňuje přestup studentů z jiných škol.
Proti „rozhodnutí“ Akreditační komise podalo pět studentů fakulty ústavní stížnost, podle jednoho z nich mělo totiž jít o „hazard se životy a vzděláním“. Mluvčí Ústavního soudu nechtěl výsledek řízení předjímat, ačkoli obecně platí, že stěžovatel musí před podáním takové stížnost vyčerpat všechny jiné možnosti obrany a musí také prokázat přímý zásah do jeho základních práv. Ústavní stížnosti také nakonec byly odmítnuty pro nepřípustnost. Ústavní soud konstatoval, že samotným stanoviskem nemohlo dojít k zásahu do práv vysoké školy ani subjektivních práv studentů, protože je pouze podkladem pro rozhodnutí ministerstva. Mezitím se rektorka Západočeské univerzity Ilona Mauritzová pokoušela dohodnout schůzku s ministrem školství, aby si mohla ujasnit, jakou má škola možnost opravných prostředků. Studenti fakulty proti uzavření uspořádali celou řadu demonstrací, v jejichž čele stáli student prvního ročníku a člen Mladých konzervativců Jakub Sivák a student pátého ročníku a člen ODS Jiří Fremr, který dříve vešel ve známost v souvislosti se spácháním trestného činu těžké ublížení na zdraví. Sivák pak v polovině února 2012 oznámil, že některým studentům bylo v souvislosti s pořádáním akcí za zachování fakulty údajně vyhrožováno. Naopak se studentem Tomášem Hnetilou, který studentské protesty kritizoval a který podepsal prohlášení „Rozumem proti emocím“, bylo zahájeno disciplinární řízení za údajné poškození dobrého jména fakulty a za „porušení svého imatrikulačního slibu“.
Podle zveřejněného stanoviska Akreditační komise však magisterské studium uskutečňované fakultou vykazuje závažné nedostatky dlouhodobě. Má jít hlavně o personální zabezpečení výuky a s tím související odbornou a vědeckou činnost akademických pracovníků. Z hlediska garantů nutných pro akreditaci pak mají představovat největší problém předměty Teorie práva, Římské právo, Trestní právo a Pracovní právo, a to ať už se jedná o věk, výši úvazku nebo publikační činnost. Nakonec u většiny klíčových právních disciplín má být habilitovaným pouze jejich garant, vedle něhož mají působit už jen asistenti. Co se týče celkové věkové struktury, jen tři profesoři jsou mladší 65 let a pouze jeden profesor, starší 80 let, vyučuje výhradně zde. Také toto má být podle Akreditační komise problematické, převážná část vyučujících má silné úvazky i jinde, na jiných fakultách, ale řešení nedostatečného personálního zabezpečení prostřednictvím „výpůjček“ nemůže fungovat dlouhodobě. Akreditační komise dále fakultě vytýká vědeckou činnost. Žádný z profesorů ani docentů neměl za posledních pět let realizovat jakýkoli výzkumný projekt a pokud publikují, tak převážně texty učebnicového charakteru. Fakulta jako celek pak nerealizuje žádný vědecký výzkum. Na od roku 2008 pravidelné výtky ve všech těchto směrech však měla reagovat jen formálními úpravami pracovních úvazků, aby „vnějškově odpovídaly základním kvantitativním kritériím“. Akreditační komise proto konstatovala, že „na Fakultě právnické Západočeské univerzity v Plzni nejsou vytvořeny podmínky pro kvalitní vzdělávací činnost v magisterském studijním programu.“
Vedení fakulty vypracovalo k výše zmíněnému stanovisku vyjádření, ve kterém závěry Akreditační komise odmítlo a konstatovalo, že splňuje veškeré standardní podmínky vyslovené Akreditační komisí k prodloužení platnosti akreditace.
Podle průzkumu společnosti SANEP ze 7. až 10. února 2012 54,5 % Čechů souhlasilo s uzavřením plzeňské právnické fakulty, dokonce 86,1 % z nich soudilo, že svůj kredit už ztratila. Naopak jen 15,7 % bylo přesvědčeno, že požadavky pro akreditaci magisterského studia byly splněny.
Kvůli námitkám ministerstva školství, mládeže a tělovýchovy, že komise sice s reakreditací nesouhlasí, ale stávající prodlužuje až do října 2012, Akreditační komise vydala 6. března nové stanovisko, ve kterém znovu podrobně rozebrala situaci na fakultě, zcela jednoznačně setrvala na nesouhlasu s reakreditací magisterského studia, pouze nově nenavrhla jakkoli prodlužovat stávající, která tedy měla skončit v červenci 2012. Děkan Jan Pauly byl z tohoto nového stanoviska šokovaný, ale s důvěrou čekal na rozhodnutí ministerstva. Ministr Dobeš pak 9. března 2012 oznámil, že sice souhlasí se stanoviskem Akreditační komise, ale akreditaci fakultě prodlužuje do 31. července 2016, aby mohli stávající studenti dostudovat. Podle něj bylo vycházeno z právnických posudků a zohledněn byl také lidský rozměr věci. Podle Akreditační komise však její stanovisko nelze obejít a proto se proti z jejího pohledu nezákonnému rozhodnutí ministra bude bránit. Vzhledem k tomu, že stanovisko Akreditační komise je pro rozhodnutí ministerstva školství, mládeže a tělovýchovy i ve věci prodloužení platnosti akreditace ze zákona skutečně závazné, vznikla tak otázka, zda je rozhodnutí ministra Dobeše nezpochybnitelné a tedy zda by studenti, kteří by své studium ukončili na této fakultě až po červenci 2012, vystudovali skutečně řádně a opravdu tak získali vysokoškolskou kvalifikaci. Podle předsedkyně Akreditační komise Dvořákové by jejich diplomy nemohly být platné. Rozhodnutí ministerstva o prodloužení platnosti akreditace magisterského studia bylo nicméně možné zvrátit již jen ve správním soudnictví, přičemž žalobu mohl kromě účastníka řízení, jímž je Západočeská univerzita v Plzni (ZČU), podat pouze z důvodu závažného veřejného zájmu nejvyšší státní zástupce nebo Veřejný ochránce práv. Akreditační komise pak nejvyššímu státnímu zástupci podnět k podání takové žaloby podala 19. března.
Tento podnět se ale stal po třech měsících de facto zbytečným, protože nový ministr školství, mládeže a tělovýchovy Petr Fiala v červnu původní rozhodnutí o prodloužení akreditace do roku 2016 zrušil a v souladu s novým stanoviskem Akreditační komise a po jednání jak s Akreditační komisí, tak se zástupci ZČU rozhodl o prodloužení akreditace magisterského studia pouze do 31. října 2013. Podle něj tak vznikl prostor, aby Západočeská univerzita vytvořila, pro stávající studenty, dostatečné podmínky pro dokončení studia. Prodloužená akreditace kromě toho není definitivní, univerzita může po roce opět požádat o další prodloužení, nicméně fakulta bude muset prokázat, kdo bude zajišťovat výuku předmětů klíčových právních odvětví. Kromě toho bude ministerstvo mezitím na činnost fakulty dohlížet, její odborníci budou např. zasedat u státních zkoušek. V mezidobí ovšem právnické fakulty v Praze, Brně a Olomouci potvrdily, že se k nim snaží přestoupit stovky studentů plzeňských práv.

## Hodnocení fakulty
V červnu 2008 vydala akreditační komise posudek, který hodnotil fakultu. Kladně hodnocené bylo jak bakalářské, tak magisterské studium (na základě dotazníků studentů a zároveň hodnocení kvality bakalářských a diplomových prací). Magisterské studium však vykazovalo závažné nedostatky z hlediska personálního zabezpečení a související výzkumné a odborné činnosti. Také byly shledány vážné nedostatky ve studiu doktorském. Za nejasné byly označeny přijímací zkoušky do bakalářského studia. Akreditační komise také označila za nevhodné, aby „Fakulta právnická či přímo Západočeská univerzita v Plzni byly spojovány s nostrifikacemi v případech, kdy daná instituce jednoznačně obchází podmínky pro akreditaci podle zákona o vysokých školách.“ Organizace fakulty však byla na základě dotazníkového šetření mezi studenty označena za dobře fungující.
Pověsti fakulty značně uškodila kauza rychlostudentů a plagiátorů v roce 2009. To vyvolalo obavy studentů školy, že po absolvování školy nenajdou zaměstnání. Někteří absolventi školy začali tajit, kde vystudovali. Bývalý student fakulty a náměstek hejtmana Karlovarského kraje Martin Havel se ke kauze vyjádřil slovy: „Nehodlám se stydět za tuto školu. Studoval jsem poctivě čtyři roky a titul magistra jsem obhájil minulý rok. Index i diplomové práce na požádání předložím. Štve mě ale, že s aférou na škole se teď svezou i ti, kteří zde studovali a studují řádně.“
Škola se v žebříčcích srovnávajících právnické fakulty umisťovala těsně na poslední místo za právnickou fakultou v Olomouci. Po roce 2009 však vykazovala zlepšení ve vědeckých výsledcích, které měla postupně třetí nejlepší ze všech čtyř právnických fakult. V roce 2013 se v tomto kritériu umístila na druhém místě (za Právnickou fakultou Masarykovy univerzity), jednalo se však o jedno z kritérií, které byly v žebříčcích hodnoceny. V ostatních kritériích (světovost školy a zájem o školu) se umístila na posledním místě. Celkově dosáhla právnická fakulta ZČU srovnatelného výsledku jako olomoucká právnická fakulta, která měla o jednu desetinu bodu více. Spolu s tímto žebříčkem byl v roce 2013 vydán i graf zaměstnanosti absolventů, z 421 absolventů měli být 4 nezaměstnaní.